# Междинна станция
„Междинна станция“ ООД е продуцентска фирма, собственост на Иван Христов и Андрей Арнаудов.
Създава предаванията „Сблъсък“, „Мюзик Айдъл“, „10-те най“, „Това го знае всяко хлапе“, „Рекламна пауза“, „Градски легенди“, „Хипнотизаторът“, „Шоуто на Иван и Андрей“, „Къртицата“, „Дежа вю“, „Терминал 7“, „Падащи звезди“, „Мама готви по-добре“, "Помогни от вкъщи 2", "Разбий Иван и Андрей", „Фермата“,  „Папараци“, „Бригада Нов дом“, "Станция NOVA", "Смени жената", "Истински истории", "Суперсилите са призовани", "Музикална академия" "Домът на мечтите" и др. по телевизиите Програма Ден - Union Television, bTV, Нова телевизия и ТВ7.
И сериали като „Съни бийч“ и „Мен не ме мислете“.
Продуценти са на филмите „Гунди – Легенда за любовта“ и "Емил".
Името е вдъхновено от едноименната книга на Клифърд Саймък.